# Liste der finnischen Botschafter in Argentinien
Diese Liste beschreibt die finnischen Botschafter in Buenos Aires, der Hauptstadt Argentiniens. 
| Ernennung Akkreditierung | Name                      | Bemerkungen                                          | ernannt von             | akkreditiert bei der Regierung | Posten verlassen |
| ------------------------ | ------------------------- | ---------------------------------------------------- | ----------------------- | ------------------------------ | ---------------- |
| 1929                     | Georg Achates Gripenberg  | Gesandter                                            | Lauri Kristian Relander | Hipólito Yrigoyen              | 1933             |
| 1934                     | Eino Wälikangas           | Gesandter, 1953 Protokollchef des Außenministeriums. | Pehr Evind Svinhufvud   | Agustín Pedro Justo            | 1937             |
| 1937                     | Niilo Yrjö Gideon Orasmaa | Gesandter                                            | Kyösti Kallio           | Agustín Pedro Justo            | 1945             |
| 1947                     | Ernst Ossian Soravuo      | Gesandter                                            | Juho Kusti Paasikivi    | Juan Perón                     | 1952             |
| 1952                     | Leo Tuominen              | Gesandter                                            | Juho Kusti Paasikivi    | Juan Perón                     | 1955             |
| 1957                     | Heikki Leppo              | Gesandter/Botschafter                                | Urho Kekkonen           | Eduardo Lonardi                | 1961             |
| 1957                     | Heikki Leppo              |                                                      | Urho Kekkonen           | Eduardo Lonardi                | 1961             |
| 1961                     | Soini Palasto             |                                                      | Urho Kekkonen           | Arturo Frondizi                | 1966             |
| 1966                     | Alexander Thesleff        |                                                      | Urho Kekkonen           | Juan Carlos Onganía            | 1974             |
| 1974                     | Paavo Kaarlehto           |                                                      | Urho Kekkonen           | Isabel Martínez de Perón       | 1975             |
| 1975                     | Klaus Castrén             |                                                      | Urho Kekkonen           | Isabel Martínez de Perón       | 1983             |
| 1983                     | Esko Rajakoski            |                                                      | Mauno Koivisto          | Raúl Alfonsín                  | 1987             |
| 1987                     | Matti Häkkänen            |                                                      | Mauno Koivisto          | Raúl Alfonsín                  | 1988             |
| 1988                     | Pertti Kärkkäinen         |                                                      | Mauno Koivisto          | Raúl Alfonsín                  | 1993             |
| 1993                     | Pekka J. Korvenheimo      |                                                      | Mauno Koivisto          | Carlos Menem                   | 1996             |
| 1996                     | Erkki Kivimäki            |                                                      | Martti Ahtisaari        | Carlos Menem                   | 2001             |
| 2001                     | Risto Veltheim            |                                                      | Tarja Halonen           | Ramón Puerta                   | 2005             |
| 2005                     | Ritva Jolkkonen           |                                                      | Tarja Halonen           | Néstor Kirchner                | 2008             |

## Quelle
- Vorstellung der finnischen Botschafter in Buenos Aires im Geschichtsteil des Tourismusportals des Staates Finnland